# André Greipel
André Greipel (Rostock, Alemanya, 16 de juliol del 1982) és un ciclista alemany, professional des del 2005 fins al 2021.
Va passar a professional amb l'equip Wiesenhof l'any 2005, en què la seva única victòria va ser una etapa a la Volta a Dinamarca, una cursa en què l'italià Ivan Basso va guanyar quatre de les sis etapes. Tanmateix, això va ser suficient per atraure l'interès de l'equip T-Mobile, que el va fitxar. Posteriorment va córrer al HTC-Highroad i Lotto-Belisol, abans de fitxar per l'Arkéa-Samsic el 2019 i l'Israel Cycling Academy el 2020.
En el seu palmarès destaquen victòries d'etapes en les tres Grans Voltes: 11 al Tour de França, 7 al Giro d'Itàlia i 4 a la Volta a Espanya. També la Vattenfall Cyclassics de 2015 i tres Campionats d'Alemanya en ruta.
Amb la victòria d'etapa aconseguida a la Tropicale Amissa Bongo del 2019 va convertir-se en el primer ciclista en aconseguir victòries als cinc continents.

## Palmarès en ruta
- 2003
  - 1r al Gran Premi de Waregem
  - Vencedor d'una etapa de la Volta a Turíngia
  - Vencedor d'una etapa de la Tour de Berlín
- 2004
  - Vencedor d'una etapa del Tour de Loir i Cher
  - Vencedor d'una etapa de la Volta a Turíngia
  - Vencedor de 2 etapes del Gran Premi Guillem Tell
- 2005
  - Vencedor d'una etapa de la Volta a Dinamarca
- 2006
  - Vencedor de 2 etapes de la Rheinland-Pfalz Rundfahrt
  - Vencedor de 2 etapes de la Clàssica de Colònia
- 2007
  - Vencedor de 2 etapes de la Volta a Saxònia
- 2008
  - 1r al Down Under Classic
  - 1r del Tour Down Under, vencedor de 4 etapes i de la classificació per punts
  - 1r al Campionat de Flandes
  - 1r a la Rund um die Nürnberger Altstadt
  - 1r al Sparkassen Münsterland GIRO
  - Vencedor d'una etapa al Giro d'Itàlia
  - Vencedor d'una etapa a la Volta a Àustria
  - Vencedor d'una etapa al Tour del Benelux
  - Vencedor d'una etapa a la Volta a Alemanya
  - Vencedor de 2 etapes de la Volta a Saxònia
- 2009
  - 1r a la Neuseen Classics
  - 1r a la Philadelphia International Championship
  - 1r a la París-Bourges
  - Vencedor de 4 etapes a la Volta a Espanya i 1r de la classificació per punts 
  - Vencedor de 3 etapes de la Volta a Baviera
  - Vencedor de 3 etapes de la Ster Elektrotoer
  - Vencedor de 3 etapes de la Volta a Àustria
  - Vencedor d'una etapa del Tour Down Under
  - Vencedor d'una etapa dels Quatre dies de Dunkerque
  - Vencedor d'una etapa de la Volta a Polònia
  - Vencedor d'una etapa de la Volta a Saxònia
- 2010
  - 1r al Tour Down Under i vencedor de 3 etapes
  - 1r al Trofeu Magaluf-Palmanova
  - Vencedor de 5 etapes a la Volta a Turquia
  - Vencedor de 3 etapes a la Volta a la Gran Bretanya
  - Vencedor de 2 etapes a la Volta a Àustria
  - Vencedor de 2 etapes a la Volta a Polònia
  - Vencedor de 2 etapes de l'Eneco Tour
  - Vencedor d'una etapa al Giro d'Itàlia
  - Vencedor d'una etapa de la Volta a l'Algarve
- 2011
  - Vencedor de 2 etapes a la Volta a Bèlgica
  - Vencedor de 2 etapes a l'Eneco Tour
  - Vencedor d'una etapa al Tour de França
  - Vencedor d'una etapa a la Volta a l'Algarve
  - Vencedor d'una etapa als Tres dies de De Panne
  - Vencedor d'una etapa a la Volta a Turquia
- 2012
  - 1r al Down Under Classic
  - 1r a la ProRace Berlín
  - 1r al Gran Premi Impanis-Van Petegem
  - Vencedor de 3 etapes al Tour de França
  - Vencedor de 3 etapes al Tour Down Under
  - Vencedor de 3 etapes a la Volta a Bèlgica
  - Vencedor de 2 etapes a la Volta a Luxemburg
  - Vencedor de 2 etapes a la Volta a Dinamarca
  - Vencedor de 2 etapes al Tour d'Oman
  - Vencedor d'una etapa a la Volta a Turquia
  - Vencedor d'una etapa al Ster ZLM Toer
- 2013
  -  Campió d'Alemanya en ruta
  - 1r al Down Under Classic
  - 1r a la Ronda Van Zeeland Seaports
  - 1r a la Brussels Cycling Classic
  - Vencedor de 3 etapes al Tour Down Under
  - Vencedor de 2 etapes de la Volta a Turquia
  - Vencedor de 2 etapes de la Volta a Bèlgica i 1r de la classificació per punts
  - Vencedor d'una etapa al Tour de França
  - Vencedor d'una etapa a l'Eneco Tour
  - Vencedor d'una etapa al Tour del Mediterrani
- 2014
  -  Campió d'Alemanya en ruta
  - 1r a la Brussels Cycling Classic
  - 1r al Gran Premi Jef Scherens
  - 1r al Sparkassen Münsterland GIRO
  - Vencedor de 3 etapes al Tour d'Oman i 1r de la classificació per punts
  - Vencedor de 2 etapes al Tour Down Under
  - Vencedor de 2 etapes a la Volta a Luxemburg
  - Vencedor d'una etapa al Tour de França
  - Vencedor d'una etapa al World Ports Classic
  - Vencedor d'una etapa a la Volta a Bèlgica
  - Vencedor d'una etapa a la Ster ZLM Toer
- 2015
  - 1r a la Vattenfall Cyclassics
  - 1r a la Ster ZLM Toer, vencedor de 2 etapes i 1r de la classificació per punts
  - Vencedor de 4 etapes al Tour de França
  - Vencedor d'una etapa al Giro d'Itàlia
  - Vencedor d'una etapa a la París-Niça
  - Vencedor d'una etapa a l'Eneco Tour
  - Vencedor de 2 etapes a la Volta a Luxemburg
  - Vencedor d'una etapa a la Volta a l'Algarve
  - Vencedor d'una etapa a la Volta a Turquia
  - Vencedor d'una etapa a la Volta a la Gran Bretanya
- 2016
  -  Campió d'Alemanya en ruta
  - 1r al Trofeu Felanitx-Ses Salines-Campos-Porreres
  - 1r al Trofeu Palma
  - Vencedor de 3 etapes al Giro d'Itàlia
  - Vencedor d'una etapa al Tour de França
  - Vencedor d'una etapa a la Volta a Turquia
  - Vencedor d'una etapa a la Volta a Luxemburg
  - Vencedor d'una etapa a la Volta a la Gran Bretanya
- 2017
  - 1r al Trofeu Porreres-Felanitx-Ses Salines-Campos
  - 1r l'Omloop Eurometropool
  - Vencedor d'una etapa a la Volta a l'Algarve
  - Vencedor d'una etapa a la París-Niça
  - Vencedor d'una etapa al Giro d'Itàlia
- 2018
  - Vencedor de 2 etapes al Tour Down Under
  - Vencedor de 2 etapes dels Quatre dies de Dunkerque
  - Vencedor de 2 etapes a la Volta a Bèlgica
  - Vencedor de 2 etapes a la Volta a la Gran Bretanya
- 2019
  - Vencedor d'una etapa a la Tropicale Amissa Bongo
- 2021
  - 1r al Trofeu Alcúdia-Port d'Alcúdia
  - Vencedor d'una etapa a la Volta a Andalusia

### Resultats al Giro d'Itàlia
- 2008. 133è de la classificació general. Vencedor d'una etapa
- 2010. No surt (19a etapa). Vencedor d'una etapa
- 2015. No surt (14a etapa). Vencedor d'una etapa
- 2016. No surt (13a etapa). Vencedor de 3 etapes
- 2017. No surt (14a etapa). Vencedor d'una etapa  Porta el Mallot rosa durant 1 etapa

### Resultats a la Volta a Espanya
- 2006. Abandona (9a etapa)
- 2007. 125è de la classificació general
- 2009. 107è de la classificació general. Vencedor de 4 etapes.  1r de la classificació per punts

### Resultats al Tour de França
- 2011. 156è de la classificació general. Vencedor de la 10a etapa
- 2012. 123è de la classificació general. Vencedor de la 4a, 5a i 13a etapa
- 2013. 129è de la classificació general. Vencedor de la 6a etapa
- 2014. 149è de la classificació general. Vencedor de la 6a etapa
- 2015. 134è de la classificació general. Vencedor de la 2a, 5a, 15a i 21a etapa
- 2016. 133è de la classificació general. Vencedor de la 21a etapa
- 2017. 149è de la classificació general
- 2018. Abandona (12a etapa)
- 2019. 144è de la classificació general
- 2020. Abandona (18a etapa)
- 2021. 125è de la classificació general